# بوفلو
بوفلو (به هلندی: Baflo) یک منطقهٔ مسکونی در هلند است که در Het Hogeland واقع شده‌است. بوفلو ۱٬۹۲۵ نفر جمعیت دارد.